# Elecciones seccionales de Ecuador de 1978
Las elecciones seccionales de Ecuador de 1978 se realizaron el 16 de julio de 1978 para elegir los cargos de 19 prefectos, 23 alcaldes, 70 consejeros provinciales y 495 concejales cantonales para el periodo 1978-1984.
Se realizaron de forma simultánea con las elecciones presidenciales del mismo año. Estas fueron las primeras elecciones seccionales populares desde 1970, marcando el inicio de la etapa política nacional llamada "Retorno de la Democracia".

## Resumen de resultados por partido

### Prefecturas
| Partido político                                 | N.º de Prefectos |
| ------------------------------------------------ | ---------------- |
| Partido Conservador Ecuatoriano (PCE)            | 7                |
| Concentración de Fuerzas Populares (CFP)         | 5                |
| Partido Liberal Radical Ecuatoriano (PLRE)       | 3                |
| Izquierda Democrática (ID)                       | 2                |
| Partido Socialista Ecuatoriano (PSE)             | 2                |
| Acción Popular Revolucionaria Ecuatoriana (APRE) | 1                |
| Total                                            | 19               |

### Alcaldías
| Partido político                                 | N.º de Alcaldes |
| ------------------------------------------------ | --------------- |
| Partido Conservador Ecuatoriano (PCE)            | 5               |
| Concentración de Fuerzas Populares (CFP)         | 4               |
| Partido Liberal Radical Ecuatoriano (PLRE)       | 4               |
| Izquierda Democrática (ID)                       | 4               |
| Partido Socialista Ecuatoriano (PSE)             | 2               |
| Acción Popular Revolucionaria Ecuatoriana (APRE) | 1               |
| Federación Nacional Velasquista (FNV)            | 1               |
| Unión Democrática Popular (UDP)                  | 1               |
| Partido Nacionalista Revolucionario (PNR)        | 1               |
| Total                                            | 23              |

Fuente:

## Resultados

### Azuay

#### Ganadores
| Dignidad              | Candidato ganador          | Partido o alianza |
| --------------------- | -------------------------- | ----------------- |
| Prefectura Provincial | Xavier Muñoz Chávez        | PCE               |
| Cuenca                | Pedro Fernández de Córdova | PCE               |

Fuente:

### Bolívar

#### Ganadores
| Dignidad              | Candidato ganador        | Partido o alianza |
| --------------------- | ------------------------ | ----------------- |
| Prefectura Provincial | Carlos Chaves Guerrero   | PLRE              |
| Guaranda              | Guillermo Tapia del Pozo | ID                |

Fuente:

### Cañar

#### Ganadores
| Dignidad              | Candidato ganador     | Partido o alianza |
| --------------------- | --------------------- | ----------------- |
| Prefectura Provincial | Luis Castanier Crespo | PCE               |
| Azogues               | Jorge Andrade Cantos  | PCE               |

Fuente:

### Carchi

#### Ganadores
| Dignidad              | Candidato ganador              | Partido o alianza |
| --------------------- | ------------------------------ | ----------------- |
| Prefectura Provincial | Julio Robles Castillo          | PCE               |
| Tulcán                | Federico Montenegro Villarreal | PCE               |

Fuente:

### Chimborazo

#### Ganadores
| Dignidad              | Candidato ganador          | Partido o alianza |
| --------------------- | -------------------------- | ----------------- |
| Prefectura Provincial | Fernando Rodríguez Paredes | PSE               |
| Riobamba              | Edelberto Bonilla Oleas    | PSE               |

Fuente:

### Cotopaxi

#### Ganadores
| Dignidad              | Candidato ganador      | Partido o alianza |
| --------------------- | ---------------------- | ----------------- |
| Prefectura Provincial | Galo Atiaga Bustillos  | CFP               |
| Latacunga             | Gonzalo Zúñiga Alcázar | PLRE              |

Fuente:

### El Oro

#### Ganadores
| Dignidad              | Candidato ganador             | Partido o alianza |
| --------------------- | ----------------------------- | ----------------- |
| Prefectura Provincial | Mario Minuche Murillo (Padre) | CFP               |
| Machala               | Errol Cartwright Betancourt   | PNR               |

Fuente:

### Esmeraldas

#### Ganadores
| Dignidad              | Candidato ganador     | Partido o alianza |
| --------------------- | --------------------- | ----------------- |
| Prefectura Provincial | Francisco Mejía Villa | CFP               |
| Esmeraldas            | Patricio Páez Rosero  | CFP               |

Fuente:

### Galápagos

#### Ganadores
| Dignidad                                | Candidato ganador      | Partido o alianza |
| --------------------------------------- | ---------------------- | ----------------- |
| San Cristóbal - Puerto Baquerizo Moreno | Luis Alberto Cruz Sayo | CFP               |

Fuente:

### Guayas

#### Guayaquil

##### Ganadores
| Dignidad              | Candidato ganador        | Partido o alianza |
| --------------------- | ------------------------ | ----------------- |
| Prefectura Provincial | Guido Chiriboga Parra    | CFP               |
| Guayaquil             | Antonio Hanna Musse      | APRE              |
| Milagro               | Humberto Centanaro Gando | FNV               |

Fuente:

### Imbabura

#### Ganadores
| Dignidad              | Candidato ganador                | Partido o alianza |
| --------------------- | -------------------------------- | ----------------- |
| Prefectura Provincial | Víctor Alejandro Jaramillo Pérez | PCE               |
| Ibarra                | Luis Andrade Galindo             | CFP               |

Fuente:

### Loja

#### Ganadores
| Dignidad              | Candidato ganador          | Partido o alianza |
| --------------------- | -------------------------- | ----------------- |
| Prefectura Provincial | Salvador Valdivieso Burneo | PCE               |
| Loja                  | Eloy Torres Guzmán         | PCE               |

### Los Ríos

#### Ganadores
| Dignidad              | Candidato ganador       | Partido o alianza |
| --------------------- | ----------------------- | ----------------- |
| Prefectura Provincial | Alberto Andrade Fajardo | CFP               |
| Babahoyo              | Jorge Yánez Castro      | ID                |
| Quevedo               | José Llerena Olvera     | CFP               |

Fuente:

### Manabí

#### Ganadores
| Dignidad              | Candidato ganador           | Partido o alianza |
| --------------------- | --------------------------- | ----------------- |
| Prefectura Provincial | César Acosta Vásquez        | APRE              |
| Portoviejo            | Vicente Mendoza Rivadeneira | PLRE              |

Fuente:

### Morona Santiago

#### Ganadores
| Dignidad              | Candidato ganador           | Partido o alianza |
| --------------------- | --------------------------- | ----------------- |
| Prefectura Provincial | Joaquín Estrella Velín      | PCE               |
| Macas                 | Washington Ricaurte Dávalos | PCE               |

Fuente:

### Napo

#### Ganadores
| Dignidad              | Candidato ganador     | Partido o alianza |
| --------------------- | --------------------- | ----------------- |
| Prefectura Provincial | Edgar Santillán Oleas | ID                |
| Tena                  | David Guevara Yépez   | ID                |

Fuente:

### Pastaza

#### Ganadores
| Dignidad              | Candidato ganador    | Partido o alianza |
| --------------------- | -------------------- | ----------------- |
| Prefectura Provincial | José Garcés Pérez    | ID                |
| Pastaza - Puyo        | Rafael Sancho Sancho | UDP               |

Fuente:

### Pichincha

#### Quito

##### Ganadores
| Dignidad                       | Candidato ganador        | Partido o alianza |
| ------------------------------ | ------------------------ | ----------------- |
| Prefectura Provincial          | Patricio Romero Barberis | PLRE              |
| Quito                          | Álvaro Pérez Intriago    | PLRE              |
| Santo Domingo de los Colorados | Kléber Paz y Miño Flores | ID                |

Fuente:

### Tungurahua

#### Ganadores
| Dignidad              | Candidato ganador       | Partido o alianza |
| --------------------- | ----------------------- | ----------------- |
| Prefectura Provincial | Milton Salgado Carrillo | PSE - PLRE        |
| Ambato                | Luis Pachano Carrión    | PSE               |

Fuente:

### Zamora Chinchipe

#### Ganadores
| Dignidad              | Candidato ganador           | Partido o alianza |
| --------------------- | --------------------------- | ----------------- |
| Prefectura Provincial | Vicente Elías Rivera Rivera | PCE               |
| Zamora                | Víctor Hugo Arias Benavides | PLRE              |

Fuente: